# Michel Aroux
Michel Jean-Baptiste Jacques Aroux est un homme politique français né le 24 juin 1761 à Yebleron et mort le 11 juillet 1841 à Rouen.

## Biographie
Membre du bureau de paix de Rouen et juge au tribunal de district, il termine sa carrière comme premier avocat général et président de chambre à la cour d'appel de Rouen. Il est député de Seine-Maritime de 1805 à 1815. Il est le père d'Eugène Aroux, député sous la Monarchie de Juillet.

## Distinctions
- Chevalier de la Légion d'honneur (1814)[2].

## Sources
- « Michel Aroux », dans Adolphe Robert et Gaston Cougny, Dictionnaire des parlementaires français, Edgar Bourloton, 1889-1891 [détail de l’édition]